# Lautrach
Lautrach è un comune tedesco di 1 194 abitanti, situato nel land della Baviera.